# Ilmtal
Ilmtal là một đô thị ở huyện Ilm, bang Thüringen, Đức. Đô thị này có diện tích 102,7 km2, dân số thời điểm cuối năm 2006 là 4048 người.